# Tadashi Nakamura (calciatore)
Tadashi Nakamura (中村 忠?, Nakamura Tadashi; Tokyo, 10 giugno 1971) è un ex calciatore giapponese, di ruolo difensore.